# Moto Guzzi 1000 S-serie
De Moto Guzzi 1000 S is een type motorfiets van Moto Guzzi.

## Voorgeschiedenis
Al in 1967 had Moto Guzzi de V7-serie uitgebracht, die nog was ontwikkeld door Giulio Cesare Carcano. Carcano was in hetzelfde jaar opgevolgd door Lino Tonti, die aanvankelijk de V7 Special en de V7 Ambassador ontwikkelde. Deze machines waren toermotoren in de geest van Carcano, maar Tonti had een raceverleden en zijn hart lag bij de sportieve motorfietsen. Bovendien was hij ontevreden over het frame van de Moto Guzzi modellen. Daarom ontwikkelde hij de V7 Sport, die in 1971 op de markt kwam. Die was al veel moderner, en dankzij het goede frame kon Moto Guzzi op het gebied van stuurkwaliteiten de opkomende concurrentie uit Japan het hoofd bieden. Tonti nam ook de motor onder handen en hij monteerde een moderne wisselstroomdynamo aan de voorkant van de krukas. Dankzij ervaringen in endurance races evolueerde de V7 Sport tot de 750 S (1974) en de 750 S3 (1975). De machine had nu schijfremmen rondom, die bovendien werden bediend door het integrale remsysteem, waarbij de voetrem een van de voorste schijven samen met de achterste schijf in werking stelde. Het uiterlijk werd gemoderniseerd door de ontwerpers die in dienst waren van Alejandro de Tomaso, die inmiddels eigenaar van Moto Guzzi was geworden. Die veranderden nog niets aan de motorfiets zelf, maar wisten dankzij het gebruik van brede, diagonale biezen over de tank het uiterlijk nog moderner te maken. Uiteindelijk werden de 750 cc sportmotoren opgevolgd door de geheel nieuw ontworpen Moto Guzzi Le Mans. In 1976 ging de 750 S3 uit productie en de Le Mans nam de scepter over. Tijdens de jaren tachtig werden de 850 cc motoren vervangen door 950 cc exemplaren. De Le Mans en de California werden de belangrijkste producten, maar er werden ook 950 cc toermodellen gebouwd, zoals de 1000 SP en zijn opvolgers.

## 1000 S
De 1000 S verscheen in 1990 (voor het eerst tentoongesteld in november 1989) en was uiterlijk vrijwel identiek aan de 750 S3. Het was een retro bike, een hommage aan de succesvolle modellen uit het verleden, maar met moderne techniek. De machine werd op verzoek van de Duitse importeur A&G Motorrad uitgebracht. Van de 1000 S werden twee series gebouwd: de eerste met de 81 pk motor van de Le Mans 1000, de tweede met slechts 71 pk, zoals die werd gebruikt in de 1000 SP III en de California III. De eerste serie had een kunststof dashboard, bij de tweede serie was het van roestvast staal gemaakt. De uitlaten van de eerste serie liepen licht omhoog en kwamen van de Le Mans 1000, die van de tweede serie liepen recht en kwamen van de Mille GT.

### Motor
De motor was een luchtgekoelde langsgeplaatste 90° V-twin. Waarschijnlijk was hij rechtstreeks overgenomen van de Le Mans 1000, want het vermogen lag veel hoger dan dat van de "tammere" 1000 SP en Mille GT. Zowel de cilinders als de cilinderkoppen waren van aluminium, de motor had ingeperste gietijzeren cilinderbussen. De kleppen werden bediend door stoterstangen en tuimelaars vanaf een nokkenas die boven de krukas lag. De 40 mm carburateurs kwamen van Dell'Orto. De startmotor zat aan de linkerkant naast de versnellingsbak. De krukas draaide in glijlagers, evenals de drijfstangen.

### Aandrijflijn
De krukas dreef via het vliegwiel rechtstreeks de meervoudige droge platenkoppeling aan. Daarachter zat een vijfversnellingsbak en de secundaire aandrijving verliep via een cardanas.

### Rijwielgedeelte
Er was een dubbel wiegframe toegepast, dat zo nauwkeurig om het motorblok paste dat de onderste framebuis aan de linkerkant demontabel was om de motor te kunnen uitbouwen. De machine had de nieuwste vijfspaaks gietwielen en lichtmetalen remschijven, maar werd ook geleverd met spaakwielen. De 270 mm voorschijven en de 270 mm achterschijf werden bediend via het integrale remsysteem; de voetrem bediende één voorschijf en de achterschijf, terwijl de tweede voorschijf via het handremhendel werd bediend. De achterschokdempers met buitenliggende schroefveren werden door Koni geleverd, maar de telescoopvork was eigen fabricaat.

## 1000 SE
De 1000 SE werd op verzoek van de Britse importeur gebouwd. Technisch was de machine identiek aan de 1000 S, maar hij werd geheel rood gespoten en voorzien van het stuurkuipje van de 850 Le Mans. Daarvoor werden de koplampbeugels gewijzigd en de richtingaanwijzers lager geplaatst.

## Technische gegevens
| Moto Guzzi             | 1000 S 1e serie                                                                                 | 1000 S 2e serie                                                                                 |
| ---------------------- | ----------------------------------------------------------------------------------------------- | ----------------------------------------------------------------------------------------------- |
| Periode                | 1990-1993                                                                                       | 1990-1993                                                                                       |
| Categorie              | retro bike                                                                                      | retro bike                                                                                      |
| Motortype              | kopklepmotor                                                                                    | kopklepmotor                                                                                    |
| Bouwwijze              | langsgeplaatste 90° V-twin                                                                      | langsgeplaatste 90° V-twin                                                                      |
| Cilinder               | aluminium                                                                                       | aluminium                                                                                       |
| Cilinderkop            | aluminium                                                                                       | aluminium                                                                                       |
| Klepopstelling         | 4 kopkleppen                                                                                    | 4 kopkleppen                                                                                    |
| Klepbediening          | stoterstangen en tuimelaars                                                                     | stoterstangen en tuimelaars                                                                     |
| Carburateurs           | Dell'Orto PHM 40                                                                                | Dell'Orto PHF 36                                                                                |
| Ontsteking             | bobine met onderbrekers 1992: Motoplat elektronisch 1993: Magneti Marelli Digiplex elektronisch | bobine met onderbrekers 1992: Motoplat elektronisch 1993: Magneti Marelli Digiplex elektronisch |
| boring                 | 88 mm                                                                                           | 88 mm                                                                                           |
| slag                   | 78 mm                                                                                           | 78 mm                                                                                           |
| Cilinderinhoud         | 948,8 cc                                                                                        | 948,8 cc                                                                                        |
| Smeersysteem           | Wet-sump                                                                                        | Wet-sump                                                                                        |
| Compressieverhouding   | 10:1                                                                                            | 9,2:1                                                                                           |
| Max. Vermogen          | 81 pk bij 7.500 tpm                                                                             | 71 pk bij 6.700 tpm                                                                             |
| Topsnelheid            | onbekend                                                                                        | onbekend                                                                                        |
| Primaire aandrijving   | rechtstreeks                                                                                    | rechtstreeks                                                                                    |
| Koppeling              | meervoudige droge platenkoppeling                                                               | meervoudige droge platenkoppeling                                                               |
| Versnellingen          | 5 voetgeschakeld                                                                                | 5 voetgeschakeld                                                                                |
| Secundaire aandrijving | cardan                                                                                          | cardan                                                                                          |
| frame                  | dubbel wiegframe                                                                                | dubbel wiegframe                                                                                |
| Wielbasis              | 1485 mm                                                                                         | 1485 mm                                                                                         |
| Vering vóór            | telescoopvork                                                                                   | telescoopvork                                                                                   |
| Vering achter          | swingarm met hydraulische schokdempers                                                          | swingarm met hydraulische schokdempers                                                          |
| Banden                 | vóór 100/90 × 18", achter 120/90 × 18"                                                          | vóór 100/90 × 18", achter 120/90 × 18"                                                          |
| Rem(men)               | schijfremmen rondom, integraal remsysteem                                                       | schijfremmen rondom, integraal remsysteem                                                       |
| Gewicht                | 239 kg droog                                                                                    | 239 kg droog                                                                                    |
| Tankinhoud             | 22,5 liter                                                                                      | 22,5 liter                                                                                      |